# هوس التجوال

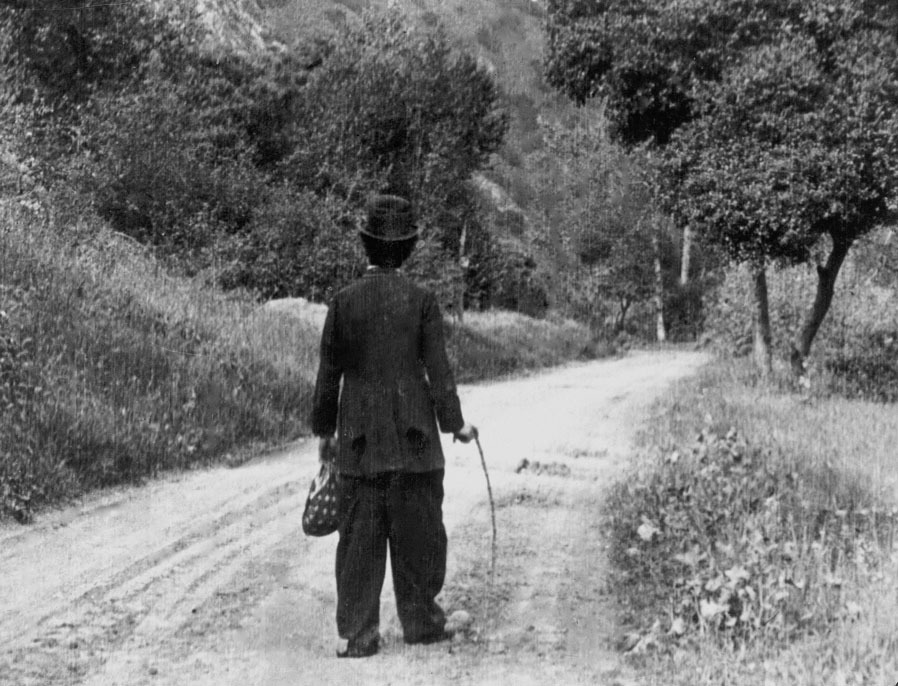
صورة لشارلي شابلين عام 1915 لشرح هوس التجوال

هوس التجوال أو درومومانيا هي حالة نفسية يقوم على أثرها المرء بالتخلي عن روتين حياته اليومي، ويبدأ بالسفر لمسافات طويلة، ويتقلد مناصب وتصبح له هويات مختلفة. وقد تمر شهور قبل أن يعود هذا الشخص لحالته الطبيعية.
من الحالات الشهيرة التي سجلت لهذه الحالة، كانت جين ألبرت دادس الذي كان يعمل في مجال الميكانيكا. بدأ جين السفر على قدميه، حتى وصل إلى براغ وفينا، حتى أنه وصل إلى موسكو. دارس الطب فيليب تسي كتب عن حالة جين ألبرت في أطروحة الدكتوراه خاصته في العام 1887.
سجلت أعداد قليلة لهذه الحالة، معظمها في فرنسا خلال نهايات القرن التاسع عشر.